# Хронологија Народноослободилачке борбе децембар 1941.
Хронолошки преглед важнијих догађаја везаних за Народноослободилачку борбу народа Југославије, који су се десили током децембар месеца 1941. године:
| ← новембар · Хронологија Народноослободилачке борбе у 1941. години · јануар '42. → |

### 1. децембар
- Црногорски НОП одред за операције у Санџаку, после десетодневног марша, извршио напад на Пљевља, где се налазио јак гарнизон италијанске дивизије „Пустерија“. Одред је, у оштрим борбама, успео да заузме знатан део града, али је био присиљен да се у зору (2. децембра) повуче уз велике губитке. Непријатељ је имао 74 мртва и око 170 рањених војника, док су партизанске снаге имале 232 мртва и 270 рањених бораца. Међу погинулима су били: командант Језерско-шаранског батаљона Душан Обрадовић (1913—1941), заменик политичког комесара Језерско-шаранског батаљона Вук Кнежевић (1908—1941), заменик политичког комесара Никшићког батаљона „Пеко Павловић“ Лазар Радојевић (1916—1941) и борац-бомбаш Ловћенског батаљона Петар Јовићевић (1913—1941), народни хероји.

### 2. децембар
- Италијанске снаге из Карловца отпочеле дотада највећи напад на ослобођену територију Кордуна. Партизанске јединице су се повлачиле до села Грабовца, где су сутрадан успеле да зауставе италијанске јединице и потисну их према Карловцу и Војнићу. За време тог напада непријатељ је палио села, нарочито на путу од Војнића ка ослобођеној територији.

### 3. децембар
- Двадесет домобранских и пет усташких батаљона, из долине река Босне и Спрече отпочели Озренску операцију с циљем да униште Озренски НОП одред (јачине 4 партизанска батаљона) и обезбеде комуникације у долини Босне. Одред је у десетодневним непрекидним борбама сломио непријатељске нападе и одбранио слободну територију.

### 5. децембар
- Топлички и Расински партизански одред извршили напад на Блаце, које су држали четници Косте Пећанца. У брзом нападу Блаце је заузето, а непријатељу нанети губици од 40 мртвих, 20 рањених и 60 заробљених. У току борбе, једна група четника се затворила у двоспратној згради Домаћичке школе и одатле је пружала отпор. Приликом заузимања места ослобођена је група партизана која је била заробљена 29. новембра у близини села Здравиње, код Прокупља. У групи заробљених партизана је био и шпански добровољац Радивој Увалић. Била је заплењена и већа количина наоружања, муниције и друге војне опреме. У овој акцији партизани су имали четири погинула борца, међу којима је био и заменик командира Јастребачке чете Светислав Мирковић Ненад (1917—1941), студент медицине.[1][2]
- У трочасовној борби на Мраковици, на планини Козари, делови Другог крајишког НОП одреда готово потпуно уништили Други батаљон домобранског 11. пешадијског пука. Заробљено 92, а убијено 78 домобрана. У борби је погинуло пет партизана, међу којима и члан ОК КПЈ за Козару Драгоје Миљатовић Шварц (1918—1941), народни херој.
- Девет четничких одреда (Златарски, Рогатички, Вишеградски, Чајнички, Калиновички, Први херцеговачки (Фочански), Први, Други, и Трећи ударни, по споразуму са италијанским окупаторским властима, које су их наоружале са око 3.000 пушака, преузели срезове Фочу и Чајниче, а затим извршили масован покољ муслиманског становништва (заклали преко 5.000 људи, жена и деце), спалили неколико стотина кућа и опљачкали већину насеља.

### 7. децембар
- У селу Дренови, код Нове Вароши, одржан састанак Политбироа ЦК КПЈ на коме је одлучено да се приступи формирању пролетерских бригада, као виших форми у организационом развоју оружаних снага.
- Члан ЦК КПЈ, Моша Пијаде, обавестио врховног команданта НОП одреда Југославије Јосипа Броза Тита о уређењу болнице на Жабљаку и о тешкоћама око смештаја и збрињавања великог броја рањеника и болесника после неуспелог напада на Пљевља.
- У Дубровнику представници четничке Команде оперативних јединица за источну Босну и Херцеговину и Штаба италијанског 6. армијског корпуса потписали прелиминарни споразум о сарадњи у борби против НОП-а.

### 9. децембар
- У Љубљани италијанска полиција убила политичког комесара Белокрајинске партизанске чете Јожу Михелчича (1904—1941), народног хероја.

### 11. децембар
- У Чачку немачке окупационе власти обесиле секретара Окружног комитета КПЈ за Чачак и политичког комесара Чачанског НОП одреда Ратка Митровића (1913—1941), народног хероја.

### 12. децембар
- У Марибору, у борби против немачке полиције, погинуо секретар Покрајинског комитета КП Словеније за Штрајерску Радо Иршич (1910—1941), народни херој.[3]

### 13. децембар
- Код села Кренте, близу Књажевца, око 80 немачких војника и 300 четника Косте Пећанца напали Књажевачко-бољевачки НОП одред. У борби погинуло 10 партизана међу којима и Миленко Хаџић (1902—1941), народни херој, а остатак се по групама пробијао.

### 14. децембар
- У селу Бели Камен, на Пасјачи одржана Друга партијска конференција Топличког партизанског одреда. Конференцији су присуствовали секретар партијске организације у Топлици Радош Јовановић Сеља и секретар Окружног комитета КПЈ за Ниш Сретен Младеновић Мика, који је и водио Конференцију. Дискутовано је о дотадашњем и будућем раду, али и извршена критика руководства Косаничке партизанске чете због неактивности, па је Ратко Павловић Ћићко повучен са дужности командира чете и враћен у Штаб Одреда. Одмах након ове Конференције, одржана је Конференција организационо-политичких радника који су деловали на терену.[1]

### 15. децембар
- У Опчинама, код Трста, италијанска фашистичка полиција стрељала главног уредника илегалног листа Јулијске крајине „Истра“ Јосипа Томажича Пина (1915—1941), народног хероја.

### 16. децембар
- На предлог владе, мађарски парламент донео одлуку о припајању окупиране територије Међумурја, Бачке и Барање Краљевини Мађарској.

### 17. децембар
- На стратишту у Јајинцима, код Београда стрељана већа група комуниста заточеника логора на Бањици. Међу стрељанима су били Вукица Митровић (1912—1941) и Милош Матијевић (1902—1941), народни хероји и руководиоци Месног комитета КПЈ за Београд, као и истакнути београдски комунисти — Божидар Стаменковић (1921–1941), Марија Рачки (1922—1941) Јелица Миловановић (1922—1941), др Светислава Маринковић (1900—1941) и др.

### 20. децембар
- Обавештени о земуници у селу Доброј Води, код Врања, где су се склонили борци Врањског НОП одреда, бугарски војници су их опколили и после жестоке борбе већим делом уништили. У борби је, поред осталих, погинуо организатор устанка у врањском крају Сима Погачаревић (1908—1941), народни херој.

### 21. децембар
- У Рудом, одлуком ЦК КПЈ и наредбом Врховног штаба НОП одреда Југославије, формирана Прва пролетерска ударна бригада, у чији састав су ушли: по један партизански батаљон Крагујевачког, Краљевачког и Првог шумадијског НОП одреда, Београдски батаљон Посавског НОП одреда, Први црногорски (ловћенски) и Други црногорски батаљон. Команду над бригадом је привремено имао Врховни штаб, а за политичког комесара је именован Филип Кљајић Фића.

### 22. децембар
- У селу Гаочићима, код Рудог, делови Прве пролетерске ударне бригаде уништиле ојачану чету италијанске дивизије „Пустерија“. Заробљена су 124 италијанска војника, а заплењено: 5 минобацача, 3 митраљеза, 9 пушкомитраљеза и опрема за преко 200 војника. Ово је била прва борба бригаде, и она се после рата славила као Дан Југословенске народне армије.
- У каменолому Томишељ, код Љубљане, стрељано 6 бораца Кримског партизанског батаљона, међу којима и Љубомир Љубо Шерцер (1915—1941), народни херој.

### 23. децембар
- У Загребу, у Кљајићевој улици, у борби против усташа приликом хапшења погинуо члан КПХ и један од организатора ударних група Јанко Гредељ (1916—1941), народни херој.

### 24. децембар
- У Панчеву, у борби против Гестапоа, погинуо члан Бироа ПК КПЈ за Војводину и секретар ОК КПЈ за Јужни Банат Стеван Јовановић Стевица (1916—1941), народни херој.

### 25. децембар
- У Рогатици Врховни командант НОП одреда Југославије Јосип Броз Тито одржао састанак са Едвардом Кардељом, Александром Ранковићем, Мошом Пијаде, Ивом Лолом Рибаром, Светозаром Вукмановићем, Родољубом Чолаковићем и Славишом Вајнером Чичом, на коме је размотрена ситуација у источној Босни и конкретизован план за даља дејства.

### 27. децембар
- У Марибору немачка полиција стрељала 40 талаца, међу којима и илегалног партијског радника на терену Марибора и Горње Радгоне Јожефа Керенчича (1913—1941), народног хероја и његовог млађег брата Алојза.

### 29. децембар
- Врховни штаб НОП одреда обавестио Коминтерну о немачкој офанзиви у Србији, губитку слободне територије, борбама против четника, формирању Прве пролетерске ударне бригаде и тражио материјалну помоћ од Совјетског Савеза.

### 30. децембар
- Главни штаб НОП одреда за БиХ упутио у Подгрмеч др Младена Стојановића, у циљу помоћи на консолидацији Првог крајишког партизанског одреда.